# Brian Shaw
Brian Keith Shaw (Oakland, 22 de março de 1966) é um ex-jogador e atual treinador norte-americano de basquete profissional que atualmente é o assistente técnico dos Los Angeles Clippers da National Basketball Association (NBA).
Shaw jogou basquete universitário pelo Saint Mary's College e pelo Universidade da Califórnia em Santa Bárbara e foi selecionado pelo Boston Celtics como a 24º escolha geral no draft da NBA de 1988. Ele jogou 14 temporadas na NBA e conquistou três títulos jogando e dois títulos como assistente pelo Los Angeles Lakers.

## Primeiros anos
Shaw cresceu ao lado de outras futuras estrelas do basquete, como Antonio Davis e Gary Payton. Em sua juventude, ele participou do East Oakland Youth Development Center, uma organização comunitária local onde jogava basquete. Ele frequentou a Westlake Middle School e depois o Bishop O'Dowd High School em Oakland, onde se destacou no basquete.

## Carreira universitária
Shaw frequentou o St. Mary's College of California em seu primeiro e segundo ano de faculdade, então transferiu-se para a UC Santa Barbara para suas temporadas últimas duas temporadas. Em seu último ano, ele foi nomeado o Jogador do Ano da Pacific Coast Athletic Association (PCAA) ao liderar a equipe para sua primeira participação no Torneio da NCAA.
Ele também jogou pela Seleção Americana na Copa do Mundo de 1986, ganhando a medalha de ouro. Na final entre os Estados Unidos e a União Soviética, Shaw marcou um arremesso de três pontos crucial nos segundos finais. A equipe americana venceu o jogo por dois pontos.

## Carreira profissional

### Boston Celtics (1988–1989)
Ele foi selecionado pelo Boston Celtics como a 24ª escolha geral no draft da NBA de 1988.

### Il Messaggero Roma (1989–1990)
Em 1989, Shaw assinou um contrato de dois anos para jogar com o time italiano, Il Messaggero Roma.

### Segunda passagem pelos Celtics (1990–1992)
No final de janeiro de 1990, Shaw assinou um acordo de 5 anos com os Celtics. Em junho daquele ano, Shaw informou aos Celtics que planejava jogar pelo Il Messaggero durante a temporada de 1990-1991. A disputa contratual que se seguiu, que Shaw perdeu, tornou-se um caso relativamente famoso de direito esportivo e é estudado em muitas aulas de direito contratual nas faculdades de direito. Ao retornar à NBA, Shaw jogou apenas duas temporadas por Boston.

### Heat, Magic, Warriors e 76ers (1992–1998)
Em 1992, Shaw foi trocado para o Miami Heat por Sherman Douglas.
Em 1994, Shaw assinou como agente livre com o Orlando Magic.
Três anos depois, Shaw foi trocado para o Golden State Warriors como parte de um pacote por Mark Price.
Em 1998, depois que Shaw ficou insatisfeito com seu papel nos Warriors, ele foi trocado, junto com Joe Smith, para o Philadelphia 76ers por Jim Jackson e Clarence Weatherspoon.

### Portland Trail Blazers (1999)
Durante a temporada de 1998-99, abreviada pela greve, Shaw assinou um contrato de dez dias com o Portland Trail Blazers em abril e depois um contrato pelo restante da temporada. Na entressafra de 1999, os Blazers recontrataram Shaw para ser trocado junto com Ed Gray, Walt Williams, Carlos Rogers, Stacey Augmon e Kelvin Cato para o Houston Rockets em troca de Scottie Pippen. Os Rockets subsequentemente dispensaram Shaw.

### Los Angeles Lakers (1999–2003)
Shaw juntou-se ao Los Angeles Lakers em 1999, reencontrando seu ex-colega de Orlando, Shaquille O'Neal. Ele serviu como reserva do astro Kobe Bryant durante a temporada e os playoffs, enquanto os Lakers tinham o melhor recorde da liga, vencendo 67 jogos. Shaw jogou em todos os 22 jogos dos playoffs dos Lakers enquanto eles avançavam contra o Sacramento Kings e o Phoenix Suns antes de enfrentarem o Portland Trail Blazers nas finais da Conferência Oeste. Os Lakers abriram 3-1 na série antes que os Trail Blazers vencessem os jogos 5 e 6, empatando a série em três jogos cada. No Jogo 7, os Trail Blazers lideravam por 75-60 no quarto período. Os Lakers fizeram uma reviravolta, impulsionada por dois arremessos de três pontos decisivos de Shaw. Os Lakers venceram o jogo e chegaram às finais da NBA para enfrentar o Indiana Pacers. Shaw foi titular no Jogo 3 no lugar do lesionado Bryant e depois jogou minutos críticos na vitória na prorrogação no Jogo 4. Os Lakers venceram a série por 4-2 e Shaw conquistou seu primeiro título da NBA.
Shaw continuou como reserva de Bryant na temporada de 2000-01, mas foi titular em um total de 28 jogos. Ele novamente desempenhou um papel-chave para os Lakers enquanto eles passavam pelos playoffs e derrotavam o Philadelphia 76ers por 4-1 nas finais da NBA de 2001. Os Lakers ganharam um terceiro título na temporada de 2001-02 antes de perderem nas semifinais da Conferência Oeste para o San Antonio Spurs na temporada de 2002-03, e Shaw se aposentou após a temporada.

## Legado
Como membro dos Heat, em 8 de abril de 1993, Shaw fez um então recorde da NBA de dez arremessos de três pontos contra o Milwaukee Bucks, terminando com 32 pontos. A partir de 1994, ele foi uma das metades da popular "Shaw-Shaq Redemption" (nomeado após o filme "The Shawshank Redemption"), uma jogada de alley-oop de Shaw para Shaquille O'Neal que era popular entre os fãs tanto em Orlando quanto em Los Angeles. Em uma entrevista ao The Miami Herald em 2007, O'Neal afirmou que o colega de equipe que ele mais respeitou em sua carreira foi Shaw.
No All-Star Game de 2000, realizado em Oakland, Shaw recebeu uma chave da Cidade de Oakland junto com seus conterrâneos de Oakland, Jason Kidd e Gary Payton.

## Carreira de treinador

### Los Angeles Lakers (2003–2011)

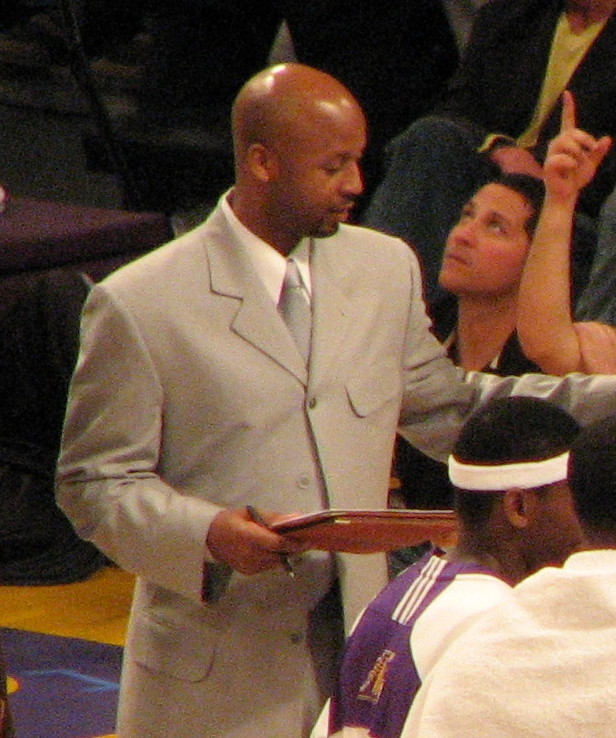
Shaw como assistente técnico do Los Angeles Lakers em 2007

Shaw se aposentou após a temporada de 2002-03. Ele trabalhou para os Lakers como olheiro baseado em Oakland durante a temporada de 2003-04. Ele foi nomeado assistente técnico dos Lakers durante a temporada de 2004-05. Ele foi considerado para o cargo de treinador principal dos Lakers após a aposentadoria de Phil Jackson, mas acabou sendo preterido em favor de Mike Brown.

### Indiana Pacers (2011–2013)
Shaw deixou os Lakers para ingressar no Indiana Pacers como assistente técnico. Ele era um técnico assistente altamente respeitado por outros treinadores da NBA, bem como pela mídia.

### Denver Nuggets (2014–2015)
Depois de passar dois anos nos Pacers, em 25 de junho de 2013, Shaw foi anunciado como o técnico principal do Denver Nuggets, substituindo o ex-técnico George Karl.
Em 3 de março de 2015, ele foi demitido pelos Nuggets após acumular um recorde de 56–85 em pouco menos de duas temporadas.

### Retorno aos Lakers (2016–2019)
Em julho de 2016, Shaw retornou ao Los Angeles Lakers como o mais novo assistente técnico sob o comando do novo técnico principal, Luke Walton.

### NBA G League Ignite (2020–2021)
Em 10 de junho de 2020, Shaw foi nomeado como o primeiro técnico do NBA G League Ignite. Ele liderou a equipe a um recorde de 8–8 e uma vaga nos playoffs, mas renunciou ao cargo após a temporada.

### Los Angeles Clippers (2021–presente)
Em 24 de setembro de 2021, Shaw foi anunciado como assistente técnico do Los Angeles Clippers.

## Vida pessoal
Em 26 de junho de 1993, tanto os pais de Shaw quanto sua irmã foram mortos em um acidente de carro em Nevada. A filha de sua irmã sobreviveu ao acidente, e Shaw, com a ajuda de sua tia, ajudou a criá-la.
Relata-se que Shaw namorou Madonna quando jogava pelo Miami Heat. Shaw tem três filhos com sua esposa, Nikki Shaw, que é uma chef profissional. Eles se conheceram quando ele foi contratado pelo Orlando Magic em 1994 e se casaram em 1998.

## Estatísticas da NBA

### Como jogador

#### Temporada regular
| Ano      | Equipe       | PJ  | PT  | MPJ  | AP   | 3P   | LL   | RT  | AS  | BR  | TO  | PPJ  |
| -------- | ------------ | --- | --- | ---- | ---- | ---- | ---- | --- | --- | --- | --- | ---- |
| 1988-89  | Boston       | 82  | 54  | 28.1 | .433 | .000 | .826 | 4.6 | 5.8 | 1.0 | 0.3 | 8.6  |
| 1990-91  | Boston       | 79  | 79  | 35.1 | .469 | .111 | .819 | 4.7 | 7.6 | 1.3 | 0.4 | 13.8 |
| 1991-92  | Boston       | 17  | 3   | 25.6 | .427 | .000 | .875 | 4.1 | 5.2 | 0.7 | 0.6 | 10.3 |
| 1991-92  | Miami        | 46  | 23  | 21.5 | .398 | .313 | .725 | 2.9 | 3.5 | 1.0 | 0.3 | 7.0  |
| 1992-93  | Miami        | 68  | 45  | 23.6 | .393 | .331 | .782 | 3.8 | 3.5 | 0.7 | 0.3 | 7.3  |
| 1993-94  | Miami        | 77  | 52  | 26.5 | .417 | .338 | .719 | 4.5 | 5.0 | 0.9 | 0.3 | 9.0  |
| 1994-95  | Orlando      | 78  | 9   | 23.5 | .389 | .261 | .737 | 3.1 | 5.2 | 0.9 | 0.2 | 6.4  |
| 1995-96  | Orlando      | 75  | 1   | 22.4 | .374 | .285 | .798 | 3.0 | 4.5 | 0.8 | 0.1 | 6.6  |
| 1996-97  | Orlando      | 77  | 31  | 24.2 | .366 | .325 | .793 | 2.5 | 4.1 | 0.9 | 0.3 | 7.2  |
| 1997-98  | Golden State | 39  | 32  | 26.4 | .336 | .313 | .727 | 3.9 | 4.4 | 0.9 | 0.4 | 6.4  |
| 1997-98  | Philadelphia | 20  | 2   | 25.1 | .367 | .250 | .632 | 3.2 | 4.4 | 0.7 | 0.2 | 6.1  |
| 1998-99  | Portland     | 1   | 0   | 5.0  | .000 |      |      | 1.0 | 1.0 | 0.0 | 0.0 | 0.0  |
| 1999-00  | LA Lakers    | 74  | 2   | 16.9 | .382 | .310 | .759 | 2.9 | 2.7 | 0.5 | 0.2 | 4.1  |
| 2000-01  | LA Lakers    | 80  | 28  | 22.9 | .399 | .311 | .797 | 3.8 | 3.2 | 0.6 | 0.3 | 5.3  |
| 2001-02  | LA Lakers    | 58  | 0   | 10.9 | .353 | .330 | .692 | 1.9 | 1.5 | 0.4 | 0.1 | 2.9  |
| 2002-03  | LA Lakers    | 72  | 0   | 12.5 | .387 | .349 | .667 | 1.7 | 1.4 | 0.4 | 0.2 | 3.5  |
| Carreira | Carreira     | 943 | 361 | 21.8 | .368 | .255 | .756 | 3.2 | 3.9 | .7  | 0.2 | 6.5  |

#### Playoffs
| Ano      | Equipe    | PJ  | PT | MPJ  | AP   | 3P   | LL    | RT  | AS  | BR  | TO  | PPJ  |
| -------- | --------- | --- | -- | ---- | ---- | ---- | ----- | --- | --- | --- | --- | ---- |
| 1988-89  | Boston    | 3   | 3  | 41.3 | .512 | .000 | .778  | 5.7 | 6.3 | 1.0 | 0.0 | 17.0 |
| 1990-91  | Boston    | 11  | 11 | 28.7 | .470 | .333 | .867  | 3.5 | 4.6 | 0.9 | 0.1 | 11.0 |
| 1991-92  | Miami     | 3   | 3  | 28.3 | .467 | .600 | .625  | 4.3 | 4.0 | 0.7 | 0.0 | 12.0 |
| 1993-94  | Miami     | 5   | 5  | 22.4 | .390 | .000 | .583  | 4.0 | 1.8 | 0.8 | 0.2 | 7.8  |
| 1994-95  | Orlando   | 21  | 0  | 16.9 | .390 | .386 | .625  | 3.0 | 3.1 | 0.5 | 0.2 | 6.6  |
| 1995-96  | Orlando   | 10  | 0  | 21.7 | .346 | .364 | .750  | 2.1 | 4.6 | 0.5 | 0.0 | 4.7  |
| 1996-97  | Orlando   | 5   | 4  | 16.4 | .158 | .333 | .500  | 1.8 | 1.6 | 0.2 | 0.2 | 2.0  |
| 1999-00  | LA Lakers | 22  | 1  | 18.5 | .421 | .333 | .813  | 2.3 | 3.0 | 0.5 | 0.2 | 5.4  |
| 2000-01  | LA Lakers | 16  | 0  | 18.1 | .375 | .345 | .667  | 3.4 | 2.7 | 0.6 | 0.1 | 4.4  |
| 2001-02  | LA Lakers | 19  | 0  | 12.5 | .333 | .281 | 1.000 | 1.8 | 1.6 | 0.3 | 0.3 | 2.9  |
| 2002-03  | LA Lakers | 12  | 1  | 17.9 | .306 | .231 | .667  | 3.2 | 2.0 | 0.3 | 0.4 | 3.2  |
| Carreira | Carreira  | 127 | 28 | 22.0 | .378 | .291 | .715  | 3.1 | 3.2 | 0.5 | 0.1 | 7.0  |

### Como treinador
| Time     | Ano      | Temporada regular | Temporada regular | Temporada regular | Temporada regular | Temporada regular      | Playoffs | Playoffs | Playoffs | Playoffs | Playoffs                 |
| Time     | Ano      | J                 | V                 | D                 | %                 | Classificação          | J        | V        | D        | %        | Resultado final          |
| -------- | -------- | ----------------- | ----------------- | ----------------- | ----------------- | ---------------------- | -------- | -------- | -------- | -------- | ------------------------ |
| Denver   | 2013–14  | 82                | 36                | 46                | .439              | 4º na Divisão Noroeste | —        | —        | —        | —        | Não foi para os playoffs |
| Denver   | 2014–15  | 59                | 20                | 39                | .339              | (Demitido)             | —        | —        | —        | —        | —                        |
| Carreira | Carreira | 141               | 56                | 85                | .389              |                        | —        | —        | —        | —        |                          |